# Geraldine L. Richmond
Geraldine Lee Richmond (17 de enero de 1953 (72 años) Salina, Kansas) es una química y farmacéutica estadounidense. Richmond es catedrática presidencial en ciencia y profesora de química en la Universidad de Oregón (UO). Conduce estudios fundamentales para entender la química y física de interfaces y de superficies complejas. Esas investigaciones producen avances relevantes para la producción de energía, la química atmosférica y la remediación del ambiente. Richmond ha servido como presidenta de la Asociación Estadounidense para el Avance de la Ciencia, y en 2013, recibió la Medalla Nacional de Ciencia.

## Educación
Obtuvo su licenciatura B.S. en química en 1975 por la Universidad Estatal de Kansas y su Ph.D. en 1980 por la Universidad de California en Berkeley, en fisicoquímica.

## Carrera
De 1980 a 1985, fue profesora asistente de química en Bryn Mawr College. Desde 1985, ha estado en la Universidad de Oregón, de 1985 a 1991 como profesora asociada de química, y luego como profesora ordinaria desde 1991. Hasta 1995, fue directora del Instituto de Física-Química. Desde 1998 a 2001 Profesora Knight de Ciencias y Artes Liberales; y, entre 2002 a 2013, profesora de química "Richard M. Y Patricia H. Noyes" en la Universidad de Oregón. Sus estudios científicos abarcan procesos químicos y físicos en capas límites y superficies complejas que incluyen las propiedades estructurales y termodinámicas de interfaces líquido / sólido e interfaces líquidas.  Mucho de su trabajo ha utilizado espectroscopia de generación de frecuencia de suma para estudiar superficies e interfaces; su revisión sobre esa técnica ha sido citada casi 800 veces desde su publicación.
Utilizando esas técnicas espectroscópicas con mezclas de H2O, D2O, y HOD, Richmond ha estudiado la naturaleza de estructuras de superficie de vinculación de hidrógeno y en la región interfacial.  También estudió como tales estructuras están perturbadas por electrólitos como sales de haluro de sodio o ácidos o bases, y por surfactantes. Al examinar el comportamiento del agua en superficies hidrofóbicas, Richmond encontró que los dipolos más débiles en una fase orgánica, son más eficaces para orientar moléculas de agua individuales que se acercan a la interfaz.  Las interacciones en interfaces hidrofóbicas / acuosas son importantes para comprender propiedades bioquímicas en capas límites como membranas celulares, como es la solvatación de cargas en tales entornos.  El estudio de especies zwitteriónicas como aminoácidos, y es importante por razones similares.

## Servicio
En 2014, fue elegida presidenta de la Asociación Estadounidense para el Avance de la Ciencia hasta febrero de 2015. En 2014, nombrada por el Secretario John Kerry para servir como Enviada de Ciencia para los Países bajo el río Mekong. Y, nombrada por el presidente Obama al Comité de Ciencia Nacional de 2012 a 2016.
Es Directora y cofundadora de COACh, una organización de base, fundada en 1997, en la Universidad de Oregón, trabajando para aumentar el número y éxito de científicas mujeres en EE. UU. e internacionalmente. También empezó una experiencia en el Programa de Estudios para Pregraduados (REU) en la Universidad de Oregón en 1987 que es el programa REU más antiguo en ejecución en EE. UU. En sus 29 años del Programa REU,  ha hospedado más de 350 pregraduados, con un 90% continuando estudios de grado.

## Honores
- 2014 Pittsburgh Premio de Espectroscopia de la Sociedad de Espectroscopia de Pittsburgh[20]
- 2013 Medalla Nacional de Ciencia[21][22][23]
- 2013 Davisson-Germer Premio para "elegante elucidación de la estructura molecular y organización de interfaces líquido-líquido y líquido-aire que utilizan espectroscopías ópticas no lineales"[24]
- 2013 Premio Charles L. Parsons de la Sociedad Química americana, "Por distinguido servicio público de química mediante la promoción de la educación superior, el asesoramiento y el liderazgo sabios en la política científica nacional y la incansable promoción de las mujeres químicas."[25]
- 2011 Miembro, Academia Nacional de Ciencias[26]
- 2011 Miembro Sociedad Química americana[27]
- 2011 Premio Joel Henry Hildebrand de la Sociedad Química americana, "Por aplicaciones pioneras de modelado no lineal y espectroscopias ópticos de superficies líquidas resultando nuevos entendimientos de interfaces de estructura de agua líquidas."[28]
- 2008 Premio Bomem-Michaelson[29]
- 2008 Miembro, Asociación de Mujeres en Ciencia[30]
- 2006 Miembro, Academia americana de Artes y Ciencias[31]
- 2006 Galardón del Consejo de Diversidad de Búsqueda Química[32]
- 2004 Spiers Medalla del Reino Unido Sociedad Real de Química[33]
- 2003 Miembro, Asociación americana para el Adelanto de Ciencia[34]
- 2001 Premio Oregón de Científico Excepcional, Academia de Oregón de Ciencia[35]
- 1997 Premio Presidencial para Excelencia en Ciencia e Ingeniería Mentoring[36]
- 1996 Medalla Garvan-Olin de la Sociedad Química americana[37]
- 1993 Miembro, Sociedad Física americana, "Por contribuciones seminales al entendimiento de las dinámicas en interfaces de aplicaciones innovadoras de no lineales fenómenos ópticos."[38]
- 1989 Coblentz Premio de Espectroscopia de la Sociedad[39]